# 自摸 (麻雀)
自摸是麻將的一種食糊番種。在香港牌一番，非包牌時（含八仙過海）三家賠付；在台灣牌計一番，但門清自摸則計3番一摸三，因此是非常強勁的番種。港式台牌和國標麻雀均計一番，在日本牌中的門前自摸役，必須在門清打出，並且沒有三計，計一番。在跑馬仔中，自摸是大牌必須做的，除了三計之外，亦可以翻寶牌將贏的錢翻倍。